# 小行星5199
小行星5199（5199 Dortmund）是一颗绕太阳运转的小行星，为主小行星带小行星。该小行星于1981年9月7日发现。

## 轨道参数
小行星5199的轨道半长轴为2.6194519 UA，离心率为0.178。